# Deník morového roku
Deník morového roku: Poznámky nebo vzpomínky na nejpozoruhodnější události, jak veřejné, tak soukromé, které se staly v Londýně během poslední velké [morové] návštěvy v roce 1665. (A Journal of the Plague Year: Being Observations or Memorials, Of the most Remarkable Occurrences, As well Publick as Private, which happened in London During the last Great Visitation In 1665), běžně známé jako Deník morového roku, je kniha sestavená a připravená k vydání anglickým novinářem Danielem Defoem, poprvé vydaná roku 1722. Kniha je považována za klasiku epidemické literatury a ojedinělý nadčasový vhled do chování davu i jednotlivců během nečekané epidemie či pandemie. Romanopisec Walter Scott se vyjádřil v tom smyslu, že Deník morového roku je druhým nejdůležitějším dílem Daniela Defoea (hned po Robinsonu Crusoeovi), ať už byl Defoeův autorský podíl na něm jakýkoli.

## Charakter díla, autorství a okolnosti vzniku
Deník morového roku zprostředkovává popis zážitků jednoho anglického občana z roku 1665, kdy dýmějový mor zasáhl město Londýn v době, která se stala známou jako Velká londýnská epidemie. Byla to poslední velká epidemie moru v tomto městě. V závěru knihy je zmiňován také Velký požár Londýna ze září 1666. Důležitým prvkem knihy jsou také průběžné komentáře k náboženským náladám v zemi. Sotva šest let před propuknutím epidemie byla v Anglii obnovena monarchie, zemi vládl katolík Karel II. Stuart. Nevyřešené spory mezi anglikány, puritány a různými separatistickými skupinami jsou důležitou složkou celé knihy.
Kniha je vyprávěna chronologicky, ovšem s četnými odbočkami, vsuvkami a komentáři. Některé části textu vznikly evidentně bezprostředně v průběhu událostí. Zápis zároveň přiznává, že přinejmenším část textu byla psána nebo upravena s určitým drobným odstupem, až po vyhodnocení některých souvislostí. Celý soubor si však zachovává charakter bezprostředního zápisu. Není také členěn do žádných standardních kapitol, takže jakkoli svižné čtení vyžaduje jistou empatii k čtenáři a disciplínu.
Stejně jako i některá další Defoeova díla „literární realistické fikce“ – například Robinson Crusoe (1719), Paměti kavalíra (1720) nebo Moll Flandersová (1722), také Deník morového roku je zřejmě kompilací. Nejedná se nicméně o fikční román, jak se po jistou dobu tvrdilo. Deník morového roku nemá v žádném ohledu románový charakter. Je to reportáž. Moderní výzkumy navíc potvrdily, že Defoe při jeho sestavování využil svůj několikaletý precizní výzkum morových statistik z období velkého londýnského moru. 
Také Deník morového roku vyšel ve svém prvním vydání nikoli jako Defoeovo dílo, nýbrž jako autentický text blíže neurčitého občana „H. F.“ – „Napsal občan, který po celou dobu [epidemie] setrval v Londýně.“ Obecně se má za to, že by dotyčným mohl být Henry Foe, strýc Daniela Defoea. Pokud by to tak bylo, Defoe by prostě připravil k vydání autentické záznamy svého strýce, případně je doplnil několika svými výzkumy, případně několika scénami s přímou řečí tehdejších Londýňanů. To by odpovídalo charakteru jeho práce, jak ji znalci Defoeova díla zdokumentovali v kompozici jiných Defoeových děl.
| „ | Britský prozaik a literární kritik Anthony Burgess připomíná v té souvislosti důležitý faktor, když říká, že doposud prakticky každá generace četla sice Deník morového roku jako literární fikci, ale vnímala ho jako důležitý historický záznam. Přes drobné obsahové nesrovnalosti je totiž Defoeův Deník tím nejspolehlivějším a nejkomplexnějším popisem velkého moru, jaký máme k dispozici. | “ |

Znovuobjevení a zvýšený zájem si Deník morového roku získal díky pandemii covidu-19 v letech 2020-2022. Mnoho čtenářů v něm totiž našlo útěku v jistým způsobem podobných časech moderního chaotického zmatku. Někteří komentátoři připomínali detailní popisy londýnských reálií, díky kterým je možné snáze pochopit obyvatel velkoměsta v 17. století a získat poučení pro současnost.

## Vydání v češtině
- DEFOE, Daniel. Deník morového roku. Překlad František Fröhlich. Praha: Odeon, 1982. 273 s.
- DEFOE, Daniel. Deník morového roku. Překlad František Fröhlich. Praha: NZB, 2020. 279 s. ISBN 978-80-907943-0-6.

## Divadelní a rozhlasová zpracování
V roce 2021 zpracováno v Českém rozhlasu jako patnáctidílná četba na pokračování. Z překladu Františka Fröhlicha pro rozhlas upravila Alena Heroutová, v režii Vlada Ruska četl Igor Bareš.